# Renée Auphan
Pour les articles homonymes, voir Auphan.
Renée Auphan, née à Marseille le 2 juin 1941, est une chanteuse et directrice d’opéra franco-suisse.

## Biographie
Renée Auphan étudie le chant au conservatoire de Monte-Carlo. Elle travaille à l’opéra de Marseille et à celui de Monte-Carlo comme assistante metteur en scène, régisseur de scène et administrateur artistique. Elle reçoit le premier prix de chant (soprano) à l’académie de musique Rainier-III. En 1983, elle est nommée directrice de l'opéra de Lausanne qu’elle dirige d’octobre 1984 à juin 1995 puis du Grand Théâtre de Genève jusqu’en 2001.
Renée Auphan est nommée à la tête de l’opéra de Marseille,, où elle a commencé sa carrière en tant qu’assistante metteur en scène à l’opéra. Elle succède officiellement le 1er janvier 2002 à Jean-Louis Pujol, dont le contrat, arrivé à échéance fin avril 2001, n’a pas été renouvelé.
Chevalier de la Légion d’honneur, Renée Auphan reçoit en 1993, le prix des Sociétés des Belles-Lettres.
En avril 2013, elle met en scène « L’Aiglon » de Jacques Ibert et Arthur Honegger, à l'opéra de Lausanne,.

## Sources
- « Renée Auphan », sur la base de données des personnalités vaudoises sur la plateforme « Patrinum » de la Bibliothèque cantonale et universitaire de Lausanne.
- Rossana Cambi, Le festin lyrique : entretiens avec Renée Auphan Genève : Metropolis, 2000 La cuisine de mes souvenirs
- Renée Auphan, comment une enfant du soleil devient-elle directrice d'opéra ? propos recueillis par Jean-Jacques Roth In: Le Nouveau Quotidien. - Lausanne. - 1995, no 948, p. 38-39
- sites et références mentionnés
- Filiations : des personnalités racontent leur histoire familiale p. 43-48
- 200 têtes vaudoises :" who is who?" du canton de vaud, Winterthour : Ed. Eulach SA, 1991, p. 7-9 avec photographie
- http://www.musiques-interdites.eu/docs/Bio_Auphan.pdf
- Site de l'Opéra de Lausanne : Un peu d'histoire